# Comedy Central Украина
Comedy Central − украинский молодёжный развлекательный телеканал, украинская адаптация одноимённого американского телеканала. Группа «1+1 медиа» приобрела лицензию американского медиаконгломерата на запуск в Украине и получила право на контент вещателя.

## История
В ноябре 2017 года «1+1 медиа» приобрела лицензию на украинскую версию развлекательного телеканала «Paramount Comedy», принадлежащего «Viacom». 22 ноября украиноязычная версия телеканала начала тестовое вещание в кабельной сети «Ланет».
Впоследствии, в период с декабря 2017 года по январь 2018 года, канал начал вещание во всех отношениях а 22 июня 2018 года канал запустил собственный сайт: paramountcomedy.com.ua.
В ответ на вторжение России на Украину с 28 февраля по 31 мая 2022 года телеканал транслировал бесплатный информационный марафон «Единые новости», возобновивший вещание 1 июня того же года.
1 марта 2023 года канал был переименован в «Comedy Central».
1 января 2025 года телеканал прекратил вещание на Украине.

## Спутниковое вещание
Comedy Central рассчитан на широкую аудиторию: мужчины и женщины в возрасте 18-40 в городах 50+, молодые, активные, и пригоден для семейного просмотра. Сигнал телеканала транслируется через спутник «Astra 4A» и закодирован системой условного доступа «Verimatrix».

## Программирование
Основу контента составляют зарубежные ситкомы, комедийные сериалы, полнометражные фильмы, скетчи и анимационные сериалы. Весь контент дублируется на украинский.
- «Друзья / Friends»
- «Теория большого взрыва / The Big Bang Theory»
- «Как я встретил вашу маму / How I met your mother»
- «Американская семейка / Modern Family»
- «Новенькая / New Girl»
- «2 девицы на мели / 2 Broke Girls»
- «Сообщество / Community»
- «Последний настоящий мужчина / Last Man Standing»
- «Южный парк / South Park»